# Villány-Pogányi-vízfolyás
Villány-Pogányi-vízfolyás är ett vattendrag i Ungern.   Det ligger i provinsen Baranya, i den sydvästra delen av landet, 180 km söder om huvudstaden Budapest.